# Raining Up
Raining Up es el álbum debut de la violinista irlandesa Máiréad Nesbitt, grabado y publicado en el año 2001 por Vertical Records en el Reino Unido. También fue publicado en el año 2006 en Estados Unidos por Manhattan Records. Esta nueva publicación del disco se produjo como una muestra en solitario de la música de Nesbitt, posterior a su exitosa interpretación en el álbum homónimo de la agrupación irlandesa Celtic Woman de la cual forma parte hasta la actualidad.
El disco contiene una combinación de música tradicional de Irlanda y Escocia, como también de nuevas composiciones musicales, tanto de música de índole celta como tonadas contemporáneas.
Las composiciones propias de Nesbitt fueron escritas por Máiréad y su hermano Karl.

## Lista de temas
| Raining Up |                                            |                                |          |  |
| N.º        | Título                                     | Autor                          | Duración |  |
| 1.         | «Skidoo»                                   | Stephen Cooney                 | 3:06     |  |
| 2.         | «Raining Up»                               | Karl Nesbitt                   | 3:07     |  |
| 3.         | «Finan's Isle Suite · Bovaglies Plaid»     | J. Scott Skinner               | 3:49     |  |
| 4.         | «Finan's Isle Suite · Finan's Isle»        | Charles McFarlane              | 3:42     |  |
| 5.         | «Finan's Isle Suite · The Setting Sun»     | Liz Carroll                    | 3:05     |  |
| 6.         | «Finan's Isle Suite · The Butterfly»       | Liz Carroll                    | 2:52     |  |
| 7.         | «There Is No Night»                        | Colm O'Foghlú                  | 3:54     |  |
| 8.         | «Captain H»                                | Máiréad Nesbitt                | 3:02     |  |
| 9.         | «An Raibh Tú Ag An Gcarraig?»              | Traditional                    | 3:26     |  |
| 10.        | «Trí Fhidilí · Smash The Windows—Prestons» | Traditional                    | 3:26     |  |
| 11.        | «Bluelights»                               | Máiréad Nesbitt/Stephen Cooney | 4:32     |  |
| 12.        | «Within The Blue Suite · 1st Movement»     | Colm O'Foghlú                  | 2:14     |  |
| 13.        | «Within The Blue Suite · 2nd Movement»     | Colm O'Foghlú                  | 4:18     |  |
| 14.        | «Within The Blue Suite · 3rd Movement»     | Colm O'Foghlú                  | 4:49     |  |
| 49:22      |                                            |                                |          |  |

## Raining Upen Celtic Woman
A diferencia de los álbumes en solitarios de las otras integrantes de Celtic Woman, de los cuales se extrajeron temas para sus álbumes como grupo, Raining Up no ha sido un lanzamiento muy provechoso para éste, solo una adaptación del tema The Butterfly en la pista 13 del álbum Celtic Woman. 
Raining Up forma parte de los Solo Works — o trabajos en solitario— de las integrantes fundadoras de Celtic Woman.